# Leichtathletik-Weltmeisterschaften 2009/Teilnehmer (Polen)
| Gelbes Symbol für Goldmedaillen mit stilisierten Olympischen Ringen | Graues Symbol für Silbermedaillen mit stilisierten Olympischen Ringen | Braundes Symbol für Bronzemedaillen mit stilisierten Olympischen Ringen |
| ------------------------------------------------------------------- | --------------------------------------------------------------------- | ----------------------------------------------------------------------- |
| 2                                                                   | 4                                                                     | 3                                                                       |

Der polnische Leichtathletik-Verband stellte 47 Athleten bei den Leichtathletik-Weltmeisterschaften 2009 in Berlin.

## Ergebnisse

### Männer

#### Laufdisziplinen
| Athlet | Disziplin        | Vorlauf        | Vorlauf | Viertelfinale | Viertelfinale | Halbfinale         | Halbfinale         | Finale             | Finale             |
| Athlet | Disziplin        | Zeit           | Platz   | Zeit          | Platz         | Zeit               | Platz              | Zeit               | Platz              |
| --- | ---------------- | -------------- | ------- | ------------- | ------------- | ------------------ | ------------------ | ------------------ | ------------------ |
| Dariusz Kuć                                                                                               | 100 m            | 10,46 s        | 44      | 10,38 s       | 31            | nicht qualifiziert | nicht qualifiziert | nicht qualifiziert | nicht qualifiziert |
| Marcin Marciniszyn                                                                                        | 400 m            | 45,77 s SB     | 22      |               |               | nicht qualifiziert | nicht qualifiziert | nicht qualifiziert | nicht qualifiziert |
| Adam Kszczot                                                                                              | 800 m            | 1:46,70 min    | 14      |               |               | 1:46,33 min        | 14                 | nicht qualifiziert | nicht qualifiziert |
| Marcin Lewandowski                                                                                        | 800 m            | 1:48,41 min    | 36      |               |               | 2:01,62 min1       | 21                 | 1:46,17 min        | 8                  |
| Artur Brzozowski                                                                                          | 20 km Gehen      |                |         |               |               |                    |                    | 1:24:17 h          | 25                 |
| Jakub Jelonek                                                                                             | 20 km Gehen      |                |         |               |               |                    |                    | 1:28:59 h          | 37                 |
| Rafał Augustyn                                                                                            | 50 km Gehen      |                |         |               |               |                    |                    | 3:58:30 h          | 21                 |
| Rafał Fedaczyński                                                                                         | 50 km Gehen      |                |         |               |               |                    |                    | DNF                | DNF                |
| Grzegorz Sudoł                                                                                            | 50 km Gehen      |                |         |               |               |                    |                    | 3:42:34 h PB       | Bronze             |
| Artur Noga                                                                                                | 110 m Hürden     | 13,56 s        | 11      |               |               | 13,43 s SB         | 9                  | nicht qualifiziert | nicht qualifiziert |
| Tomasz Szymkowiak                                                                                         | 3000 m Hindernis | 8:27,93 min    | 19      |               |               |                    |                    | nicht qualifiziert | nicht qualifiziert |
| Piotr Klimczak Marcin Marciniszyn Jan Ciepiela Rafał Wieruszewski nur Vorlauf Kacper Kozłowski nur Finale | 4 × 400 m        | 3:03,23 min SB | 9       |               |               |                    |                    | 3:02,23 min SB     | 5                  |

1 Im Halbfinale stolperte Marcin Lewandowski über Bram Som, der durch den sudanesen Abubaker Kaki zu Fall gekommen war. Nach einem erfolgreichen niederländischen Protest durften Som und Lewandowski im Finale antreten.

#### Sprung/Wurf
| Athlet             | Disziplin      | Qualifikation | Qualifikation | Finale             | Finale             |
| Athlet             | Disziplin      | Weite/Höhe    | Platz         | Weite/Höhe         | Platz              |
| ------------------ | -------------- | ------------- | ------------- | ------------------ | ------------------ |
| Sylwester Bednarek | Hochsprung     | 2,27 m        | 12            | 2,32 m PB          | Bronze             |
| Grzegorz Sposób    | Hochsprung     | 2,20 m        | 26            | nicht qualifiziert | nicht qualifiziert |
| Łukasz Michalski   | Stabhochsprung | 5,40 m        | 20            | nicht qualifiziert | nicht qualifiziert |
| Tomasz Majewski    | Kugelstoßen    | 21,19 m       | 1             | 21,91 m            | Silber             |
| Piotr Małachowski  | Diskuswurf     | 64,48 m       | 8             | 69,15 m NR         | Silber             |
| Szymon Ziółkowski  | Hammerwurf     | 77,89 m       | 2             | 79,30 m SB         | Silber             |
| Igor Janik         | Speerwurf      | 75,20 m       | 31            | nicht qualifiziert | nicht qualifiziert |
| Adrian Markowski   | Speerwurf      | 74,13 m       | 33            | nicht qualifiziert | nicht qualifiziert |

### Frauen

#### Laufdisziplinen
| Athletin                                                           | Disziplin        | Vorlauf        | Vorlauf | Halbfinale  | Halbfinale | Finale             | Finale             |
| Athletin                                                           | Disziplin        | Zeit           | Platz   | Zeit        | Platz      | Zeit               | Platz              |
| ------------------------------------------------------------------ | ---------------- | -------------- | ------- | ----------- | ---------- | ------------------ | ------------------ |
| Anna Rostkowska                                                    | 800 m            | 2:02,37 min    | 4       | 2:01,40 min | 15         | nicht qualifiziert | nicht qualifiziert |
| Lidia Chojecka                                                     | 1500 m           | 4:09,38 min    | 22      | 4:06,53 min | 7          | nicht qualifiziert | nicht qualifiziert |
| Sylwia Ejdys                                                       | 1500 m           | 4:08,59 min    | 12      | 4:11,33 min | 21         | 4:07,17 min        | 7                  |
| Agnieszka Dygacz                                                   | 20 km Gehen      |                |         |             |            | 1:38:36 h          | 28                 |
| Joanna Kocielnik                                                   | 100 m Hürden     | 13,16 s SB     | 21      | 13,21 s     | 21         | nicht qualifiziert | nicht qualifiziert |
| Anna Jesień                                                        | 400 m Hürden     | 55,57 s        | 10      | 55,57 s     | 8          | nicht qualifiziert | nicht qualifiziert |
| Katarzyna Kowalska                                                 | 3000 m Hindernis | 9:26,93 min PB | 10      |             |            | 9:30,37 min        | 12                 |
| Iwona Ziółkowska Marta Jeschke Dorota Jędrusińska Iwona Brzezińska | 4 × 100 m        | 43,63 s        | 9       |             |            | nicht qualifiziert | nicht qualifiziert |

#### Sprung/Wurf
| Athletin             | Disziplin      | Qualifikation | Qualifikation | Finale             | Finale             |
| Athletin             | Disziplin      | Weite/Höhe    | Platz         | Weite/Höhe         | Platz              |
| -------------------- | -------------- | ------------- | ------------- | ------------------ | ------------------ |
| Kamila Stepaniuk     | Hochsprung     | 1,92 m        | 16            | nicht qualifiziert | nicht qualifiziert |
| Joanna Piwowarska    | Stabhochsprung | 4,25 m        | 22            | nicht qualifiziert | nicht qualifiziert |
| Monika Pyrek         | Stabhochsprung | 4,55 m        | 10            | 4,65 m             | Silber             |
| Anna Rogowska        | Stabhochsprung | 4,55 m        | 1             | 4,75 m             | Gold               |
| Teresa Dobija        | Weitsprung     | 6,55 m        | 10            | 6,58 m             | 10                 |
| Małgorzata Trybańska | Dreisprung     | 14,06 m       | 16            | nicht qualifiziert | nicht qualifiziert |
| Żaneta Glanc         | Diskuswurf     | 62,43 m       | 4             | 62,66 m            | 4                  |
| Wioletta Potępa      | Diskuswurf     | 59,54 m       | 17            | nicht qualifiziert | nicht qualifiziert |
| Joanna Wiśniewska    | Diskuswurf     | 58,85 m       | 21            | nicht qualifiziert | nicht qualifiziert |
| Anita Włodarczyk     | Hammerwurf     | 74,54 m       | 2             | 77,96 m WR         | Gold               |
| Urszula Piwnicka     | Speerwurf      | 56,49 m       | 20            | nicht qualifiziert | nicht qualifiziert |

#### Siebenkampf
| Athletin          | Disziplin | 100 m Hürden | Hochsprung | Kugelstoßen | 200 m      | Weitsprung | Speerwurf | 800 m       | Punkte  | Platz  |
| ----------------- | --------- | ------------ | ---------- | ----------- | ---------- | ---------- | --------- | ----------- | ------- | ------ |
| Kamila Chudzik    | Ergebnis  | 13,50 s SB   | 1,74 m     | 15,10 m PB  | 24,33 s PB | 6,55 m PB  | 48,72 m   | 2:18,58 min | 6471 SB | Bronze |
| Kamila Chudzik    | Punkte    | 1050         | 903        | 868         | 949        | 1023       | 835       | 843         | 6471 SB | Bronze |
| Karolina Tymińska | Ergebnis  | 13,67 s SB   | 1,71 m     | 13,75 m     | 23,87 s    | DNS        | -         | -           | -       | DNF    |
| Karolina Tymińska | Punkte    | 1026         | 867        | 777         | 993        | 0          | -         | -           | -       | DNF    |